# 松木明
松木明（まつき あきら、1903年 - 1981年12月3日）は、日本の血清学者、民俗学者。
第八師団軍医広田守の長男として青森県弘前市に生まれ、母親の実家を次いで松木姓になる。弘前中学から弘前高等学校、東京帝国大学医学部を卒業後、同大学の三田定則教授のもと血清学を学び、1934年弘前に帰って開業。血清人類学の研究を行う。津軽民俗の会会長。息子は松木明知。

## 著書
- 『津軽地方人の血液型 津軽地方人の血清学的人類学 第4篇 (中津軽郡に於ける血液型)』青森県教育委員会 1954
- 『津軽地方人の血液型 津軽地方人の血清学的人類学的研究』1962-1966
- 『津軽語彙　近松の戯曲と津軽語彙 第1部～続補遺』1960-1968
- 『津軽語彙 第20編　菅江真澄と津軽語彙 秋田篇』1973
- 『津軽と近代文学』津軽書房 1973
- 『日本民族の血液型』津軽書房 1976
- 『津軽地方の血液型 津軽地方人の血清人類学的研究』津軽書房 1979
- 『渋江抽斎人名誌』津軽書房 1981
- 『津軽茶話』津軽書房 1982
- 「津軽語彙」松木明知復刻、津軽書房、2010

2、一町田語彙
3、中津軽郡における動物語彙
4、中津軽郡における植物語彙
5、砂子瀬語彙
6、津軽方言書誌
7、近松の戯曲と津軽語彙
8、津軽方言書誌 論文
9、弘前語彙 補遺
10、狂言記と津軽語彙
12、津軽方言書誌 補遺
13、室町文学と津軽語彙
15、岩木語彙
16、鎌倉文学と津軽語彙
17、平安文学と津軽語彙
18、上代文学と津軽語彙
19、菅江真澄と津軽語彙 津軽篇
20、菅江眞澄と津軽語彙 秋田篇
21、菅江眞澄と津軽語彙 南部・松前篇

### 共著
- 『津軽の医史』松木明知共著 津軽書房 1971
- 『津軽の文化誌』松木明知共著 津軽書房 1983